# Moritz Balthasar Borkhausen
Moritz Balthasar Borkhausen est un naturaliste allemand, né le 3 décembre 1760 à Gießen et mort le 30 novembre 1806 à Darmstadt.

## Œuvres
(Liste partielle)
- Naturgeschichte der europäischen Schmetterlinge (Histoire naturelle des papillons européens) (1788-1794).
- Versuch einer Erklärung der zoologischen Terminologie (Une explication de la terminologie zoologique) (1790).
- Versuch einer forstbotanischen Beschreibung der in Hessen - Darmstädter Landen im Freien wachsenden Holzarten  (Description des arbres poussant en Hesse) (1790).
- Tentamen dispositionis plantarum Germaniae seminiferarum secundum new fact methodum A staminum situ proportione (1792).
- Botanisches Wörterbuch (Dictionnaire botanique) (1797).
- Theoretisch - praktisches Handbuch der Forstbotanik und Forsttechnologie (Manuel de technologie forestière) (1800-1803).
- Deutsche Ornithologie oder Naturgeschichte aller Vögel Deutschlands (Histoire naturelle des oiseaux allemands) (1810).